# 이인식 (축구인)
이인식(李仁植, 1991년 9월 20일~)은 2018년 8월에 은퇴한, 대한민국의 전직 축구 선수 출신이었던 이였으며, 현역 당시 포지션은 수비수였었던 이였다.
2014 시즌 당시, 대한민국 K리그 챌린지였던 대전 시티즌에 입단하였지만, 이후 2015 시즌을 앞두고 자유계약으로써 팀을 떠났다. 2018년 은퇴 당시에 최종적으로 강원도 강릉시 시청 축구단 소속이었다.

## 축구인 경력

### 선수 경력
2014년 《대전 시티즌》에 입단하였다. 그 이후 2015 시즌을 앞두고 자유계약으로써 팀을 떠났다. 뒷날 3년간 강원도 강릉시청 축구단에 소속되어 있다가 2018년 8월에 은퇴했다.

## 수상

### 클럽

#### 대전 시티즌
- K리그 챌린지
  - 우승 1회 : 2014

#### 강릉시청
- 내셔널리그
  - 준우승 1회 : 2016